# 伯德島 (塞舌爾)

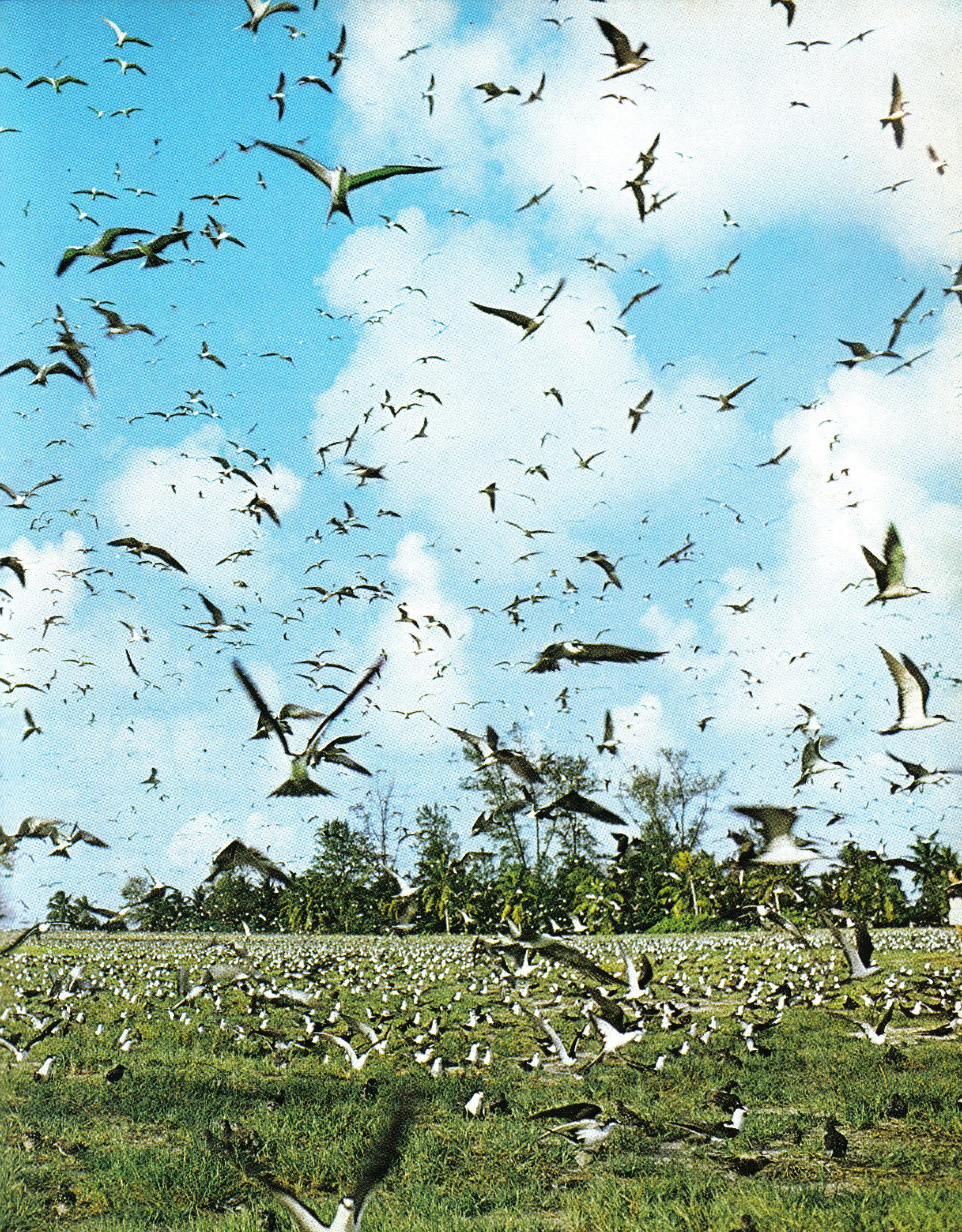

伯德島（英語：Bird Island）是塞舌爾的島嶼，位於印度洋海域，距離馬埃島約100公里，長1.4公里、寬0.8公里，面積0.82平方公里，該島於1756年被發現，是多種鳥類和海龜的棲息地。

## 外部連結
- Newsletter of Bird Island Wildlife
- Bird Island Nature Conservation
- Seychelles Bird Records Committee（页面存档备份，存于）

3°43′S 55°12′E / 3.717°S 55.200°E